# Острожаны (Подляское воеводство)

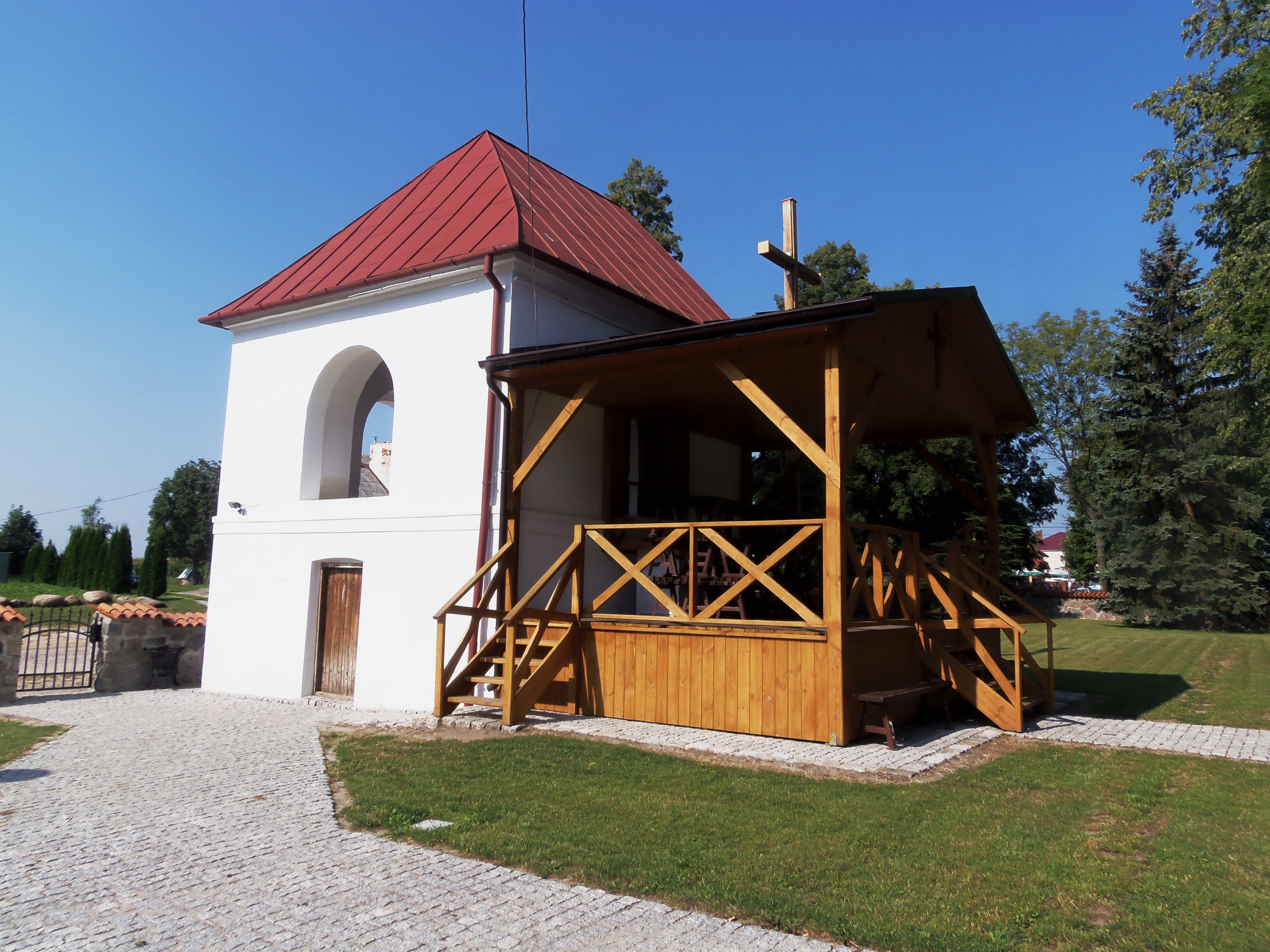
Колокольня

Острожаны (пол. Ostrożany) — деревня в Семятыченском повете Подляского воеводства Польши. Входит в состав гмины Дрохичин. Находится примерно в 17 км к северо-западу от города Семятыче. По данным переписи 2011 года, в деревне проживало 300 человек.
Впервые упоминается в 1450 году. В 1676 году старостой Острожанским был Владислав Садовский герба Любич.

## Достопримечательности
- Деревянный костёл Рождества Пресвятой Девы Марии (1756—1758). Интерьер оформлен в стиле барокко.
- Колокольня в стиле классицизм (1816).
- Католическое кладбище.
- Усадебный парк (XVIII—XIX)[3].